# Xã Peters, Quận Franklin, Pennsylvania
Xã Peters (tiếng Anh: Peters Township) là một xã thuộc quận Franklin, tiểu bang Pennsylvania, Hoa Kỳ. Năm 2010, dân số của xã này là 4.430 người.